# Näkijärv
Näkijärv (est. Suurjärv, Sillajärv, Päidla Suurjärv) – jezioro w Estonii,  w prowincji Valgamaa, w gminie Palupera. Należy do pojezierza Päidla (est. Päidla järved) na wschód od wsi Päidla. Ma powierzchnię 11,7 ha, linię brzegową o długości 1416 m, długość 460 m i szerokość 350 m. Sąsiaduje z jeziorami Päidla Ahvenjärv, Nõuni, Päidla Mõisajärv. Położone jest na terenie obszaru chronionego krajobrazu Otepää looduspark. Jezioro zamieszkują m.in.: szczupak, leszcz, lin, płoć i okoń.